# Minterne Magna
Minterne Magna – wieś w Anglii, w hrabstwie Dorset. Leży 16 km na północ od miasta Dorchester i 181 km na południowy zachód od Londynu.